# Batalla de Guadalajara
La batalla de Guadalajara (8 de març – 23 de març de 1937) va ser un enfrontament de la Guerra Civil espanyola desenvolupat entorn de la ciutat de Guadalajara en un intent per penetrar en la capital d'Espanya pel nord.
Van participar per part de l'Exèrcit Popular de la República les divisions 11, 12 i 14, juntament amb les Brigades Internacionals XI i XII i per part nacional el Corpo di Truppe Volontarie italià, amb el suport d'altres unitats de l'exèrcit franquista, en concret la Divisió Sòria i la Divisió 74, coneguda com «la Leona», que va ser constituïda a Jadraque amb unitats de diverses procedències, entre elles elements del Terç de Requetès de la Mare de Déu de Montserrat i del Terç "de Almogávares", que abans havia estat desfet a Codo. Tot això s'engloba dintre del conjunt d'operacions militars que diferents autors consideren com la batalla de Madrid.
La batalla va començar amb una ofensiva italiana el 8 de març que va concloure l'11 de març. Entre el 12 i el 14 de març, les forces republicanes van ser atacades per unitats de l'exèrcit franquista. La contraofensiva republicana es va desenvolupar entre el 15 i el 18 de març i va continuar fins al dia 23.
La clau del desenvolupament i resolució de la batalla va estar en una intensa pluja i posteriorment neu que va deixar l'exèrcit franquista ancorat al llarg de la N-II (pavimentada) sense poder-ne sortir, ja que els vehicles (sobretot les tanquetes italianes que ho van intentar) quedaven encallats en l'intens fang quan sortien del paviment de la carretera. D'altra banda, aquest exèrcit no va poder comptar amb suport aeri, ja que aquesta mateixa pluja va inutilitzar els aeròdroms de campanya que operaven des de la província de Sòria, deixant només operatiu el de Saragossa, situat a uns 220 km, la qual cosa el feia pràcticament inútil.
Mentrestant, l'aviació republicana operava des de Guadalajara, Barajas i Cuatro Vientos, situats relativament a prop i pavimentats amb formigó. El fet que el gruix de l'exèrcit franquista es trobés encallat en la N-II i no comptés amb suport aeri va facilitar enormement les tasques de desgast i bombardeig per part del bàndol republicà, arribant a aniquilar la majoria de la maquinària de guerra que es dirigiria cap al front. A més, la destrucció d'un petit pont que salvava un barranc prop del Port d'Alcolea del Pinar va aconseguir tallar la xarxa de proveïment de l'Exèrcit franquista.
Com a curiositat, destaca que la victòria es creia tan segura dins el bàndol franquista, que en el quilòmetre 105 de la N-II va ser destruïda per l'aviació republicana la camioneta que transportava la banda de música que anava a desfilar a Madrid quan s'acabés la batalla i que avançava al costat de la secció de Transmissions de la 74 Divisió, encarregada d'anar reposant les línies de telègraf i telèfon situades al costat de la carretera i que havien estat inutilitzades pels combats.
El quart dia de l'ofensiva, les tropes italianes es van veure paralitzades a Brihuega a causa de la pluja i la neu, havent de retrocedir poc després a les posicions inicials, deixant en la seva retirada molt material de guerra encallat en el fang.
La Batalla de Guadalajara va representar l'últim intent de les tropes franquistes per conquistar Madrid, que resistí fins al final de la guerra, dirigint des de llavors els seus esforços cap al front nord i Catalunya.